# Филип Марлоу
Филип Марлоу (енгл. Philip Marlowe) је лик из детективских романа Рејмонда Чандлера. Марлоу се први пут појављује у роману Велики сан, објављеном 1939, а затим у још шест романа. Не појављује се ни у једној од Чандлерових раних кратких прича, иако су у каснијим поновљеним издањима имена протагониста замењена у Филип Марлоу; верује се да је ова замена урађена са Чандлеровим одобрењем.
Чандлеров однос према детективском роману показује непрекидне покушаје у развоју уметничке форме. Његова прва потпуна књига, Велики сан, објављена је кад је Чандлер имао 51 годину, а последња, Поновна игра, кад је имао 70 година. Свих седам романа је објављено у последње две деценије његовог живота.

## Лик
Лик Филипа Марлоуа спада у жанр „тврдокуване“ (енгл. hardboiled - дословно: тврдо куван) криминалистичке литературе. Овај жанр потиче из 1920-их година, појављивањем Хаметовог детектива Сема Спејда у часопису „Црна маска“.
Испод духовитог, грубог приватног детектива, који воли да попије, Марлоу је дубокоуман и методичан. Ужива у шаху и поезији. Иако се не боји ризика физичке повреде, он не примењује насиље да би постигао резултате. Морално исправан, не дозвољава да га преваре фаталне жене (фр. femme fatale, фам фатал) уобичајене за овај жанр. Марлоу прати образац Чандлеровог идеалног детектива, о коме је уопштено писао: „Мислим да би могао да заведе војвоткињу, а сигуран сам да не би обешчастио девицу“.
У роману Велики сан Марлоу каже о себи: „Имам 33 године, ишао сам на колеџ и још увек могу да говорим енглески, ако затреба. У мом послу то није често. Радио сам као истражитељ за господина Вајлда, државног тужиоца за област Лос Анђелеса... Отпуштен сам. Због непослушности... Неожењен сам, јер не волим полицијске жене."
У роману Дуги опроштај још каже: „Имам дозволу приватног детектива и већ неко време радим тај посао. Ја сам вук самотњак, неожењен, зашао сам у средње године, нисам богат. Неколико пута сам био у затвору и не бавим се разводима. Волим пиће и жене и шах и још понешто. Полицајци ме баш не воле, али их познајем неколико с којима то ипак некако иде. Из ове сам земље, рођен у Санта Рози, обоје родитеља мртви, немам браће ни сестара."
Марлоу је висок 185 cm и има око 85 килограма. Има смеђе очи и смеђу косу. Он је пушач и омиљена марка цигарета му је „Кемел“ (енгл. Camel). Кући понекад пуши на лулу. Прави добру кафу, избегавајући коришћење филтера. Ујутру је пије са шлагом, а у остало доба дана чисту. Често пије виски или коњак и у релативно великим количинама. На пример, у роману Високи прозор, пије мешавину америчког вискија Four Roses, а у роману Сестрица Кентаки бурбон Old Forester.
Марлоу је вешт у коришћењу пића за развезивање језика особа од којих треба да извуче информације. Пример из Високог прозора, кад Марлоу коначно убеди поручника Бриза да попије пиће и на тај начин се опусти и преда: „Бриз ме је продорно гледао. Онда је уздахнуо. Узео је чашу, кушао пиће, опет уздахнуо и одмахнуо главом уз полуосмех. Баш онако како се смеши човек који жели попити нешто, па му дате пиће које му толико прија да га већ први гутљај пренесе у нови, лепши, чистији и сунчанији свет."
Његова канцеларија се налази на 6. спрату зграде „Кауенга билдинг“, на адреси Холивудски булевар број 615, Лос Анђелес. Број телефона је „Гленвју 7537". Користи пиштољ „Лугер“.

## Утицај и адаптација
У филмовима, улогу Марлоуа су играли Хемфри Богарт (енгл. Humphrey Bogart), Роберт Монтгомери (енгл. Robert Montgomery), Џорџ Монтгомери (енгл. George Montgomery), Роберт Мичам (енгл. Robert Mitchum), Дик Пауел (енгл. Dick Powell), Елиот Гулд (енгл. Elliot Gould), Дени Гловер (енгл. Danny Glover), Џејмс Гарнер (енгл. James Garner) и Џејмс Кан (енгл. James Caan).
На радију, у Авантуре филипа Марлоуа лик је тумачио Ван Хефлин (енгл. Van Heflin) на NBC-у (17. јун – 9. септембар 1947), Џејмс Кан, а Џералд Мор (енгл. Gerald Mohr) на CBS-у (26. септембар 1948 — 15. септембар 1951).
Пауерс Бут (енгл. Powers Boothe) је имао главну улогу у HBO серији Филип Марлоу, приватни детектив, која је емитована од 1984. до 1986. Ед Бишоп (енгл. Ed Bishop) је имао главну улогу у Авантуре Филипа Марлоуа на BBC радију.
Марлоу се, осим Чендлера, појављује у кратким причама и романима других писаца, као на пример у Филип Марлоу Рејмонда Чендлера: Прослава стогодишњице (1988). Централна личност оригиналне ТВ верзије Распевани детектив (енгл. The Singing Detective) Дениса Потера (енгл. Dennis Potter) је писац криминалистичких романа Филип И. Марлоу. Жене-детективи из антологије Tart Noir су описане као „Пола Филип Марлоу, пола фам фатал“.

### Радови Рејмонда Чендлера
- Црвенокоса у акцији (Finger Man), 1934. (кратка прича): прича оригинално представља неименованог наратора, у каснијим причама је идентификован као „Кармади“, а касније је преименован у Марлоу за издања у облику књиге.
- Златна рибица (Goldfish), 1936. (кратка прича): оригинално, прича представља Кармадија, касније преименованог у Марлоу.
- Црвени ветар (Red Wind), 1938. (кратка прича): у овој причи је промењено име Џон Делмас у Филип Марлоу.
- Велики сан[6] (The Big Sleep), 1939.
- Збогом драгана моја[6] (Farewell, My Lovely), 1940.
- Високи прозор[6] (The High Window), 1942.
- Дама у језеру[6] (The Lady in the Lake), 1943.
- Једноставна уметност убиства (The Simple Art of Murder), 1945. (колекција кратких прича)
- Сестрица[6] (The Little Sister), 1949.
- Дуги опроштај[6] (The Long Goodbye), 1954.
- Плејбек[7], Поновна игра[8] (Playback), 1958.
- Пудл Спрингс (Poodle Springs), 1959. (незавршен; довршио Роберт Паркер 1989)
- Оловка (The Pencil), 1959. објављена постхумно; оригинално објављена под насловом Марлоу против Синдиката (Marlowe Takes on the Syndicate), такође објављена под насловима Погрешан голуб (Wrong Pigeon) и Последњи случај Филипа Марлоуа (Philip Marlowe's Last Case). Чендлерово последње завршено дело, прва кратка прича у којој се оригинално појављује Марлоу као главни јунак.

### Радови осталих писаца
- (1974. Марлоу се појављује као други лик у роману).
- Филип Марлоу Рејмонда Чендлера: Прослава стогодишњице (колекција кратких прича других аутора, издање Byron Preiss. 1988.  978-1-59687-847-1., и. 1999.  978-0-671-03890-8., са две нове приче).
- Пудл Спрингс (Роберт Паркер је комплетирао недовршене Чендлерове рукописе 1989)
- Шанса да сањаш (Perchance to Dream, Роберт Паркер, написана као наставак Чендлеровог романа Велики сан).
- Наранџаста завеса (Џон Шенон)
- Делитељев избор (Dealer's Choice, Сара Парецки, сатира на тврдокорног детектива, Марлоу је коришћен као главни лик).

### Филмске адаптације
- 1942: Фалкон преузима случај (The Falcon Takes Over) - режија: Ирвинг Рајс (Irving Reis) – према: Збогом драгана моја, детектив Фалкон је замена за Марлоуа (Џорџ Сандерс као Фалкон).
- 1942: Време за убиство (Time to Kill) – режија: Херберт Лидс (Herbert I. Leeds)– према: Високи прозор, детектив Мајкл Шејн је замена за Марлоуа (Лојд Нолан као Шејн).
- 1944: Убиство, драга моја – режија: Едвард Дмитрик (Edward Dmytryk) – према: Збогом драгана моја (Дик Пауел као Марлоу).
- 1946: Велики сан (The Big Sleep) – према: Велики сан (Хемфри Богарт као Марлоу)
- 1947: Дама у језеру (The Lady in the Lake) – режија: Роберт Монтгомери (Robert Montgomery) – према: Дама у језеру (Роберт Монтгомери као Марлоу).
- 1947: Брешеров дублон (The Brasher Doubloon) – режија: Џон Брам (John Brahm) – према: Високи прозор (Џорџ Монтгомери као Марлоу).
- 1968: Марлоу (Marlowe) – према: Сестрица (Џејмс Гарнер као Марлоу).
- 1973: Дуги опроштај (The Long Goodbye) – режија: Роберт Алтман (Robert Altman) - према: Дуги опроштај (Елиот Гулд као Марлоу).
- 1975: Збогом драгана моја – режија: Дик Ричардс (Dick Richards) – према: Збогом драгана моја (Роберт Мичам као Марлоу).
- 1978: Велики сан (The Big Sleep) – режија: Мајкл Винер (Michael Winner) – према: Велики сан (Роберт Мичам као Марлоу).

### Радио и телевизијске адаптације
- , Убиство, драга моја, адаптација филма из 1944,  радио, 11. јун 1945. (Дик Пауел као Марлоу).
- Нове авантуре Филипа Марлоуа,  радио серија, од 17. јуна до 9. септембра 1947. (Ван Хефлин као Марлоу).
- , Убиство, драга моја, адаптација филма из 1944,  радио, 8. јун 1948. (Дик Пауел као Марлоу).
- Авантуре Филипа Марлоуа,  радио серија, од 26. септембра 1948. до 15. септембра 1951. (Џералд Мор као Марлоу).
- , Дуги опроштај, адаптација романа, CBS телевизија, 7. октобар 1954. (Дик Пауел као Марлоу).
- Филип Марлоу, серија ABC телевизије, од 6. октобра 1959. до 29. марта 1960. (Филип Кери као Марлоу)
- Филип Марлоу, приватни детектив, серија London Weekend Television/HBO Television британске телевизије, од 16. априла до 18. маја 1983. и од 27. априла до 3. јуна 1986.[9] (Пауерс Бут као Марлоу).
- представља: Филип Марлоу, BBC радио серија, од 26. септембра 1977. до 23. септембра 1988. (Ед Бишоп као Марлоу).
- Пали анђели, Црвени ветар, адаптација кратке приче, Showtime Television, 26. новембар 1995. (Дени Гловер као Марлоу).
- Пудл Спрингс, адаптација истоименог романа, филм HBO телевизије, 25. јул 1998. (Џејмс Кан као Марлоу).

## Аудио записи
(на енглеском)
- Free OTR: Авантуре Филипа Марлоуа (90 епизода)
- Библиотека OTR мреже: Авантуре Филипа Марлоуа (63 епизода)